# Grönpannad lansnäbb
Grönpannad lansnäbb (Doryfera ludovicae) är en fågel i familjen kolibrier.

## Utseende
Grönpannad lansnäbb är en rätt stor kolibri med en mycket lång och rak näbb. Fjäderdräkten är övervägande matt grönaktig med grön glans på pannan och bronsaktigt utseende på nacken. Honan liknar hanen men är ljusare brun under.

## Utbredning och systematik
Grönpannad lansnäbb delas in i två underarter med följande utbredning:
- Doryfera ludovicae ludovicae – förekommer i bergsområden från östra Panama till Colombia, västra Venezuela och nordvästra Bolivia
- Doryfera ludovicae veraguensis – förekommer i fuktiga bergsskogar i Costa Rica och västra Panama

## Levnadssätt
Grönpannad lansnäbb är en skogslevande kolibri som oftast ses intill bergsbelägna strömmande vattendrag.

## Status
Arten har ett stort utbredningsområde och beståndet anses vara stabilt. Internationella naturvårdsunionen IUCN listar den därför som livskraftig (LC). Beståndet uppskattas till i storleksordningen en halv miljon till fem miljoner vuxna individer.

## Namn
Fågelns vetenskapliga artnamn hedrar Louise Geoffroy Saint-Hilaire (1810-1855), gift med franska zoologen Isidore Geoffroy Saint-Hilaire.

## Bilder

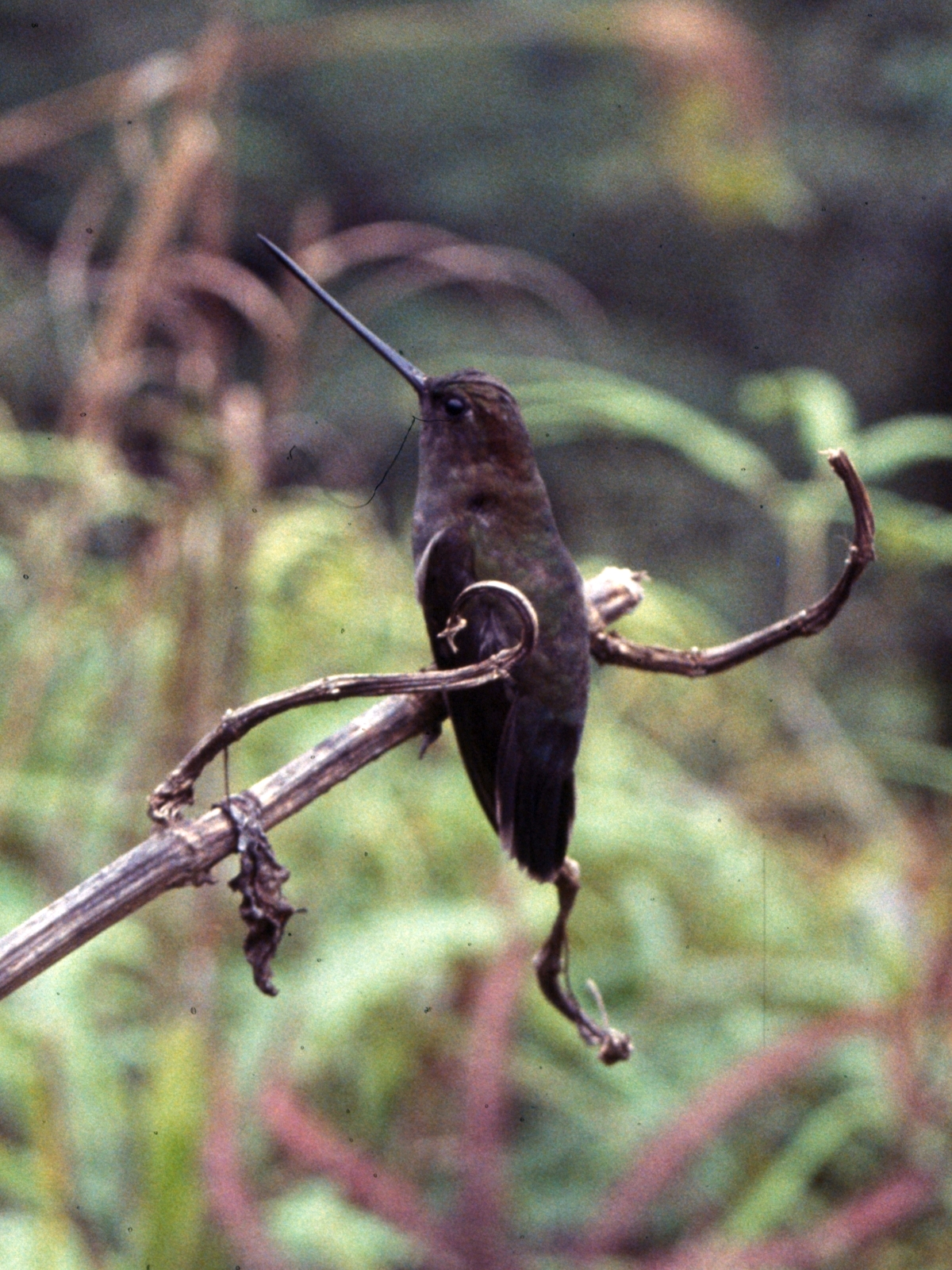
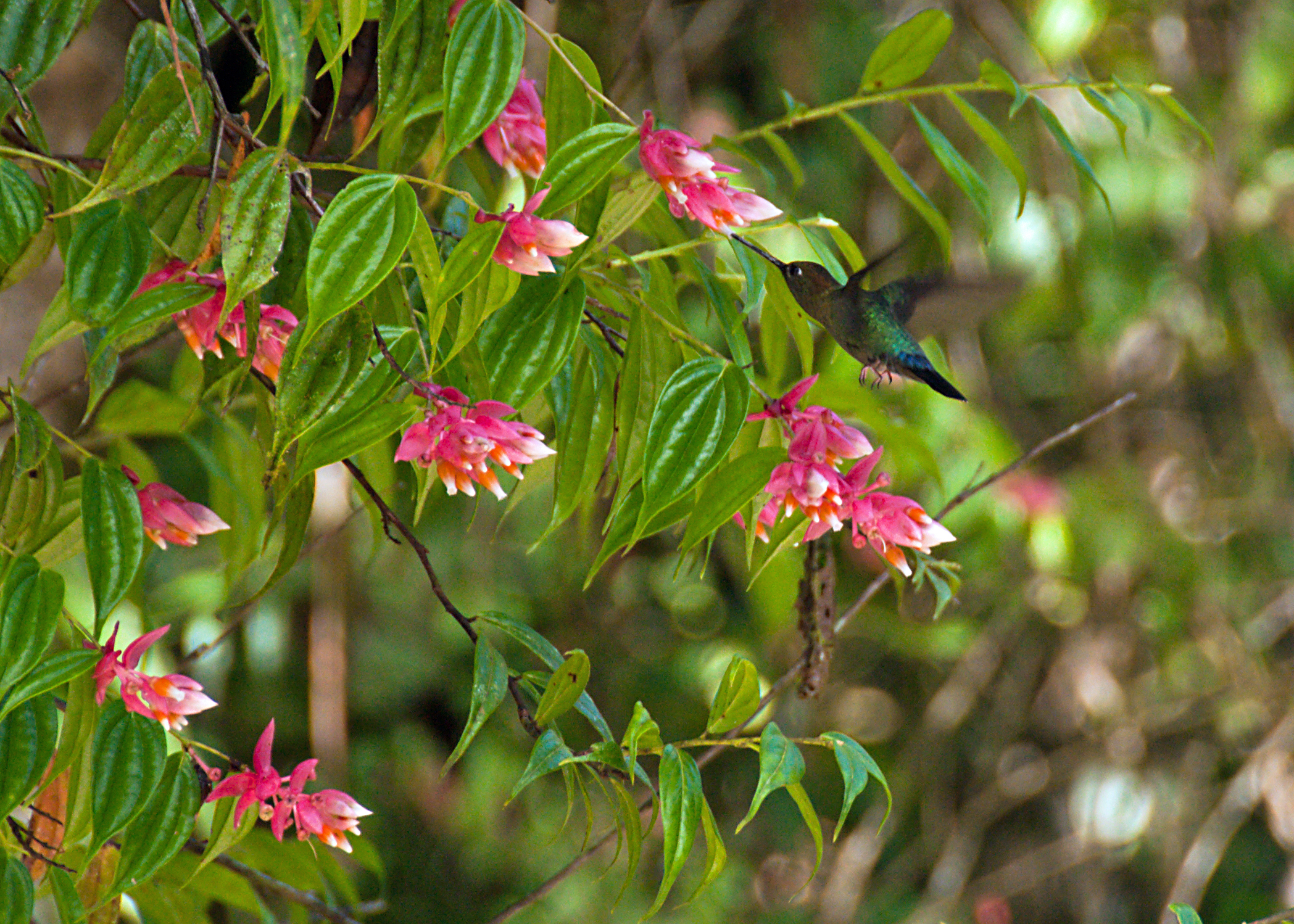